# Двурогие птицы-носороги
Двурогие птицы-носороги, или калао, или гомраи (лат. Buceros) — род птиц из семейства птиц-носорогов.

## Ареал и образ жизни
Обитают в странах Юго-Восточной Азии, а также в Бутане, Непале, Индии и южных приграничных районах Китая. Гомраи живут парами или небольшими группами высоко в кронах деревьев тропических лесов. Гнёзда предпочитают сооружать в естественных дуплах деревьев высоко над землёй. Питаются в основном плодами.

## Классификация
Международный союз орнитологов включает в род 3 вида:
- Buceros bicornis Linnaeus, 1758 — Двурогий калао, или большой индийский калао, или большой индийский носорог, или калао, или гомрай

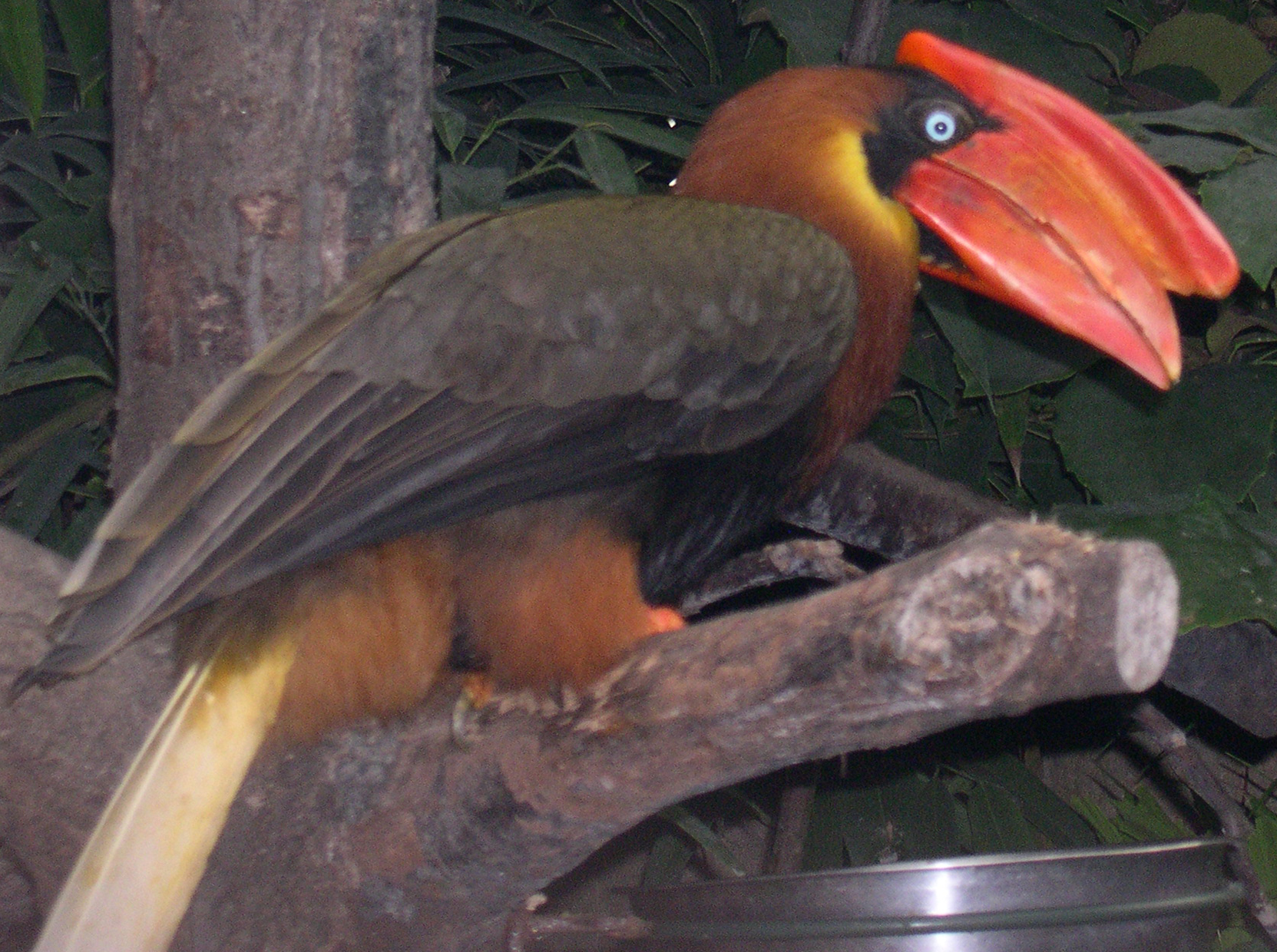
Огненный гомрай (Buceros hydrocorax)

- Buceros hydrocorax Linnaeus, 1766 — Коричневый калао, или огненный гомрай
- Buceros rhinoceros Linnaeus, 1758 — Малайский калао, или малайский гомрай